# Highlander (película)
Highlander (Highlander, el último inmortal en Hispanoamérica y Los inmortales en España) es una película estadounidense-británica de acción y fantasía de 1986 dirigida por Russell Mulcahy y protagonizada por Christopher Lambert, Sean Connery y Clancy Brown. La trama de la película es coetánea a su fecha de estreno, narrando acontecimientos ficticios en el año 1985, en que se desarrolla la acción presente de la historia, si bien se recurre de forma frecuente a la analepsis para narrar principalmente hechos del siglo XVI, relacionados con el protagonista.
Highlander fue la primera entrega de una saga seguida por Highlander II: The Quickening (1991), Highlander III: The Sorcerer (1994), Highlander: Juego Final (2000) y Highlander: The Source (2007). Existe también la serie de televisión franco-canadiense Highlander, una serie derivada que se exhibió de 1992 a 1998, con el título Los inmortales, en España y Venezuela; y Highlander: El inmortal, en Argentina, Chile, Colombia, Perú y México. Esta versión se narra desde la perspectiva de Duncan, pariente de Connor en una época distinta en las Highlands de Escocia y cómo este intenta llevar una vida común a la vez que debe enfrentar a los diversos inmortales que van tras su cabeza. Esta serie cuenta con su propio spinoff llamado Highlander: The Raven, protagonizado por Elizabeth Gracen, quien encarna en la serie a Amanda, una inmortal amiga de Duncan y ladrona profesional.
Finalmente, en 2007 se lanzó una película en versión anime llamada Highlander: The Search for Vengeance, la cual narra la vida de Colin McLeod, un antiguo guerrero nacido en una tribu del norte de Inglaterra en el siglo II, quien adopta el apellido McLeod adoptado por el clan en el siglo XI y que persigue a Marcus, un inmortal romano que asesinó a su esposa cuando Colin aun era un mortal.

## Contexto
La película cuenta la historia de los inmortales, humanos que solo pueden morir mediante la decapitación y que han existido a lo largo de los tiempos. Uno de ellos, el protagonista de la película, es Connor MacLeod, del clan escocés MacLeod, mientras que su enemigo es conocido como El Kurgan; junto a ambos personajes, la película muestra o menciona a otros cuatro inmortales, aunque parece claro que el número de los mismos sería mucho mayor. El destino de los inmortales es combatir entre ellos en duelos para alcanzar el Premio, que obtendrá el vencedor del duelo final. La naturaleza exacta del Premio no queda clara, aunque parece consistir en un poder y sabiduría que permitiría al ganador guiar al mundo a una nueva era ya sea de paz u oscuridad, dependiendo de la naturaleza del vencedor.
Los inmortales están sujetos a varias reglas sagradas durante sus duelos y a lo largo de sus vidas:
- No pueden luchar en terreno sagrado (no importa la naturaleza del mismo mientras esté consagrado).
- Los duelos deben ser uno a uno, sin interferencias externas de otros inmortales. El vencedor asume los poderes del derrotado.
- No pueden engendrar hijos (al recibir la inmortalidad se vuelven estériles).
- Los duelos finales se desarrollarían en una lejana tierra entre los últimos inmortales, que es precisamente el momento que narra la película, siendo el marco la ciudad de Nueva York.

## Argumento

### Inicio
La película comienza con un combate de lucha libre en el Madison Square Garden. La cámara enfoca a Russell Nash (Christopher Lambert), un joven anticuario de Nueva York que asiste al combate, y que abandona de pronto su asiento para bajar al aparcamiento. Allí se encuentra con un hombre llamado Iman Fasil, con quien combate a espada hasta desarmarlo y decapitarlo. Tras ello, Nash escapa del aparcamiento, escondiendo su katana en una lámpara colgante antes de ser apresado por la policía. Es durante su huida y su detención cuando se muestran varias analepsis, que narran la historia pasada del personaje y quién es en realidad: Connor MacLeod, uno de los inmortales.

### El clan MacLeod
De acuerdo con la película, Connor MacLeod nació en el año 1518 en las Highlands (Tierras Altas) escocesas, en la aldea de Glenfinnan a orillas del Lago Shiel. En 1536, a la edad de 18 años, Connor partió con su clan a combatir frente al clan Frazer rival, en lo que sería su primera batalla. Entre las filas del clan Frazer se encontraba el Kurgan (Clancy Brown), un gigantesco inmortal de las estepas rusas nacido en el I milenio a. C., que al parecer tenía conocimiento previo de la condición de Connor como preinmortal, algo que el propio Connor desconocía. El Kurgan consiguió herir mortalmente a Connor atravesándolo con su espada, aunque fue repelido por los parientes del escocés antes de que consiguiera decapitarle. Connor fue trasladado a su aldea, donde le fue administrada la extremaunción debido a la gravedad de la herida, rodeado de sus acongojados parientes, aunque tras una noche de agonía consiguió restablecerse asombrosamente. Su clan le acusó entonces de brujería, maltratándolo y disponiéndose a quemarlo en la hoguera, aunque su primo Angus (James Cosmo) intercedió por él, convenciendo al clan para desterrarlo. Connor consiguió así salvarse de la hoguera, aunque rompiendo todo vínculo con su clan y su tierra de origen.

### El exilio
Connor se estableció finalmente en Glen Coe, donde contrajo matrimonio con Heather MacDonald (Beatie Edney), su primera esposa, y donde aprendió el trabajo de herrero de su suegro. En 1541 Connor fue localizado por un inmortal mucho mayor, que se presentó como Juan Ramírez Sánchez Villalobos (Sean Connery). Ramírez asumió de inmediato la tarea de adiestrar a Connor en su condición de inmortal, explicándole el origen de los inmortales, la búsqueda del Premio y sus reglas:

¿Por qué sale el Sol por la mañana? ¿Por qué brillan las estrellas en la gran cortina de la noche? Quién sabe... Lo único que sé es que hemos nacido diferentes a los demás. Todos te temerán, querrán librarse de ti... como la gente de tu pueblo. Contigo se ha completado el número de los elegidos. Debes estar preparado para cuando llegue el duelo final (...) A partir de ahora, empezaremos a sentir una atracción irresistible de acabar unos con otros hasta que solo quede uno. Es nuestro destino.

Ramírez confesó a Connor que su nombre español era en realidad un pseudónimo, debido al cargo que desempeñaba como Espadero Mayor del rey Carlos I de España. Según la novelización, su verdadero nombre era Tak-Ne, y era oriundo de Egipto, donde había nacido en el año 896 a. C. Se había convertido en inmortal en el 851 a. C., a los 45 años de edad, viajando desde entonces por el mundo hasta llegar a Japón a principios del siglo VI a. C. Allí había contraído matrimonio con la princesa Shakiko, su tercera esposa e hija del herrero Masamune, un genio de la metalurgia adelantado a su tiempo, quien regaló a Tak-Ne su emblemática katana en el 593 a. C.
Ramírez aconsejó a Connor dejar a Heather, puesto que suponía un gran dolor enfrentarse a la muerte de la persona amada. Tal como contó al escocés:

MacLeod, yo nací hace 2437 años. Durante este tiempo, he tenido tres mujeres. La última fue Shakiko, una princesa japonesa. (...) Cuando Shakiko murió, quedé destrozado. Querría ahorrarte ese dolor. Por favor, deja a Heather.

Connor rechazó abandonar a su esposa, pese a lo cual continuó su entrenamiento con Ramírez a lo largo de un año. En 1542, el Kurgan consiguió encontrar a ambos inmortales, atacando el castillo de Connor cuando este se hallaba ausente. Con Heather de espectadora, Ramírez hizo frente al Kurgan, casi cortándole el cuello con su katana y dejándole una profunda herida en el mismo, aunque finalmente el Kurgan venció a Ramírez decapitándole. Después violó a Heather, engañado por Ramírez, quien le hizo creer que era su propia esposa para que el Kurgan no tuviera una baza decisiva contra Connor. No obstante, Heather nunca se lo contó a Connor, quien solo a través del propio Kurgan tuvo conocimiento de la violación en 1985.
Connor permaneció junto a su esposa hasta que Heather murió al fin en sus brazos en 1590, vencida por la edad y sin haber podido darle hijos como anhelaba (los inmortales son estériles). Tras enterrarla e incendiar su hogar, clavando frente a sus ruinas el claymore de su clan, Connor tomó la decisión de viajar por el mundo, llevando consigo la katana de Ramírez. Otras analepsis muestran varios eventos históricos en los que se vio envuelto, como un duelo en Boston en 1783, o luchando contra los nazis durante la Segunda Guerra Mundial, donde rescató a una niña llamada Rachel, que creció junto a él (Sheila Gish), pasando a ser de adulta la asistente de MacLeod. La película incide en que todas las experiencias vividas a lo largo del tiempo hicieron de Connor un hombre solitario de carácter algo amargo y cínico.

### Actualidad y desenlace
La historia presente que narra la película avanza intercalada con las analepsis que suponen los recuerdos de MacLeod. La Policía de Nueva York sospecha de él debido a su presencia en el lugar del asesinato de Fasil, y una joven forense de la Policía, Brenda Wyatt (Roxanne Hart), pronto comienza a entrever que algo extraño hay en la identidad de Russell Nash. La aparición del Kurgan y la de Sunda Kastagir anuncian el inminente desenlace de la lucha secular de los inmortales. Kastagir, amigo de MacLeod, muere a manos del Kurgan, mientras que Brenda descubre la verdad sobre el escocés. Ante la evidencia del irrefrenable amor que se profesan Brenda y MacLeod, el Kurgan aprovecha para secuestrar a la forense y retar al escocés en el duelo final. Finalmente, MacLeod vence al Kurgan y obtiene el Premio, junto con la deseada mortalidad. La película finaliza en Escocia, mostrándonos a la nueva pareja en el lugar donde todo comenzó para MacLeod, con unas frases en off de Ramírez:

Paciencia, escocés. Lo has hecho muy bien, aunque te llevará tiempo continuar. Generaciones enteras nacen y mueren continuamente. Tú estarás con los que viven mientras quieras, los pensamientos y los sueños de cada hombre son tuyos ahora. Tienes más poder de lo que se pueda imaginar. Utilízalo bien, amigo mío, no pierdas la cabeza.

## Reparto
- Christopher Lambert como Russell Nash / Connor MacLeod
- Sean Connery como Juan Ramírez Sánchez Villalobos
- Clancy Brown como Victor Kruger / El Kurgan
- Roxanne Hart como Brenda J. Wyatt
- Beatie Edney como Heather
- Sheila Gish como Rachel Ellenstein
- Hugh Quarshie como Sunda Kastagir
- Christopher Malcolm como Kirk Matunas
- Jon Polito como Detective Walter Bedsoe
- James Cosmo como Angus MacLeod

## Producción

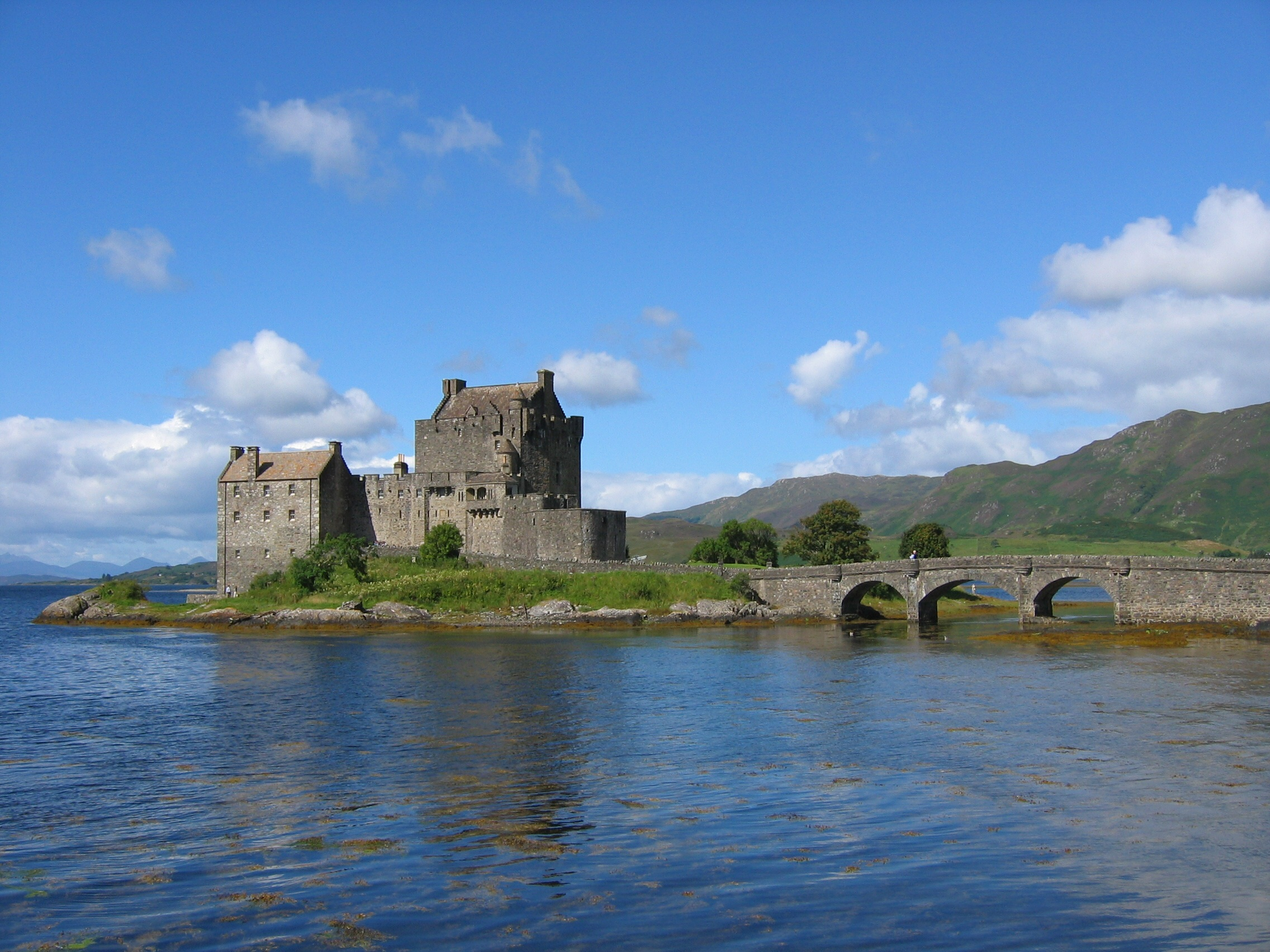
El castillo de Eilean Donan, donde se rodaron varias escenas.

En principio la cinta iba a titularse The Dark Knight. El rodaje comenzó en abril de 1985 en Escocia y terminó en julio de ese año en Nueva York.
El director Russell Mulcahy venía de rodar el videoclip de la canción Wild Boys de Duran Duran.
La escena de la lucha en el aparcamiento se rodó en el del propio Madison Square Garden.
La lucha final iba a rodarse en la Estatua de la Libertad, pero no pudo ser por dificultades técnicas. 
El discurso de Connery al principio de la película tiene un pequeño eco porque fue grabado justo en el cuarto de baño de su villa en el sur de España, donde había estado trabajando su acento español con un entrenador de voz. Se reprodujo por Teléfono para los productores y lo aprobaron porque no pudieron discernir la calidad de la grabación.

## Éxito e influencia
La película no tuvo un éxito especial en su estreno en el mercado estadounidense, pero en cambio fue muy bien acogida en el mercado internacional gracias a la combinación de factores tales como un sólido argumento, basado en una cierta intriga policíaca y un trasfondo histórico épico-romántico en el que resalta el carácter solitario y reflexivo del protagonista, así como un gran vestuario, unos efectos especiales dignos para la época y una gran banda sonora en la que participaron el compositor Michael Kamen y el destacado grupo británico Queen, el cual tiene el tema principal Princes of the universe, y que lanzó su disco A Kind of Magic exclusivamente para la película. El éxito del filme pronto quedó reflejado en la aparición de varias secuelas cinematográficas, una serie de televisión y otra de animación, con menor éxito que la primera entrega.
El personaje de Connor MacLeod, convertido en un referente para la filmografía de estilo histórico-fantástico, es sin duda una de las interpretaciones más destacadas en la carrera del actor Christopher Lambert, junto al papel de Tarzán en Greystoke: la leyenda de Tarzán. La película supuso asimismo un momento importante en la carrera de Clancy Brown, a la vez que mostraba una imagen madura de Sean Connery más alejada de sus interpretaciones anteriores como James Bond.
El grupo de metal progresivo neerlandés, The Gathering, debe su nombre a la influencia de esta película y sobre todo en la reunión de los inmortales para reclamar el ansiado premio.